# Ucayali (region)
Ucayali er en af de 25 regioner i Peru, beliggende i den centrale del af landet. Hovedbyen er Pucallpa.
9°58′S 73°11′V / 9.96°S 73.19°V